# Ruky Abdulai
Rukayatu „Ruky“ Abdulai (* 8. August 1985 in Accra, Ghana) ist eine kanadische Leichtathletin ghanaischer Herkunft. Die 1,80 m große und 59 kg schwere Athletin besitzt seit 2007 die kanadische Staatsbürgerschaft und startet für die Simon Fraser University in Burnaby.
Ruky Abdulai startete bei den Olympischen Spielen 2008 erstmals international für ihre neue Wahlheimat Kanada, schied jedoch im Weitsprung mit 6,41 m als 25. der Qualifikation aus. 2009 gewann sie bei der Sommer-Universiade in Belgrad mit 6,44 m die Bronzemedaille, scheiterte bei den
Leichtathletik-Weltmeisterschaften in Berlin mit 6,45 m aber als 15. erneut in der Qualifikation. Bei den
Commonwealth Games 2010 schaffte sie den Finaleinzug und wurde mit 6,13 m Zehnte. Zudem bestritt Ruky Abdulai mit Amonn Nelson, Vicki Tolton und Carline Muir den Vorlauf in der 4-mal-400-Meter-Staffel. Im Finale wurde sie jedoch durch Adrienne Power ersetzt und das Quartett gewann ohne sie die Bronzemedaille. 2011 trat sie bei den Leichtathletik-Weltmeisterschaften in Daegu im Siebenkampf an und belegte mit neuer persönlicher Bestleistung von 6212 Punkten den 13. Platz.
Obwohl Ruky Abdulai seit 2007 für Kanada startet, hat sie auch heute (Stand 2012) noch sechs ghanaische Landesrekorde, jeweils drei im Freien und in der Halle, inne.

## Persönliche Bestleistungen
| - 60 m – Halle: 7,56 s (2007) - 200 m: 24,15 s (2011) - 200 m – Halle: 25,83 s (2001) - 400 m: 52,40 s (2007) - 400 m – Halle: 55,10 s (2002) - 400 m – Halle: 54,0 s OT (2007) – Landesrekord - 800 m: 2:13,11 min (2011) - 50 m Hürden – Halle: 7,72 s (2011) - 60 m Hürden – Halle: 8,57 s (2006) - 100 m Hürden: 13,60 s (2011) - 400 m Hürden: 59,13 s (2006) – Landesrekord - Hochsprung: 1,85 m (2005 und 2007) – Landesrekord - Hochsprung – Halle: 1,81 m (2006 und 2007) – (Landesrekord) | - Hochsprung – Halle: 1,85 m (2008) - Weitsprung: 6,70 m (2007) – (Landesrekord) - Weitsprung: 6,74 m (2009 und 2010) - Weitsprung – Halle: 6,34 m (2006) – (Landesrekord) - Weitsprung – Halle: 6,46 m (2010) - Dreisprung: 12,54 m (2003) - Kugelstoßen: 12,02 m (2012) - Kugelstoßen – Halle: 11,08 m (2012) - Speerwurf: 49,82 m (2011) - Fünfkampf – Halle: 4197 Punkte (2010) - Siebenkampf: 6212 Punkte (2011) - 4 × 400-m-Staffel: 3:33,42 min (2010) |

Ist „(Landesrekord)“ angegeben, so bedeutet dies, dass Abdulai in der Zwischenzeit eine bessere Leistung für Kanada erzielt hat.